# Attendorn

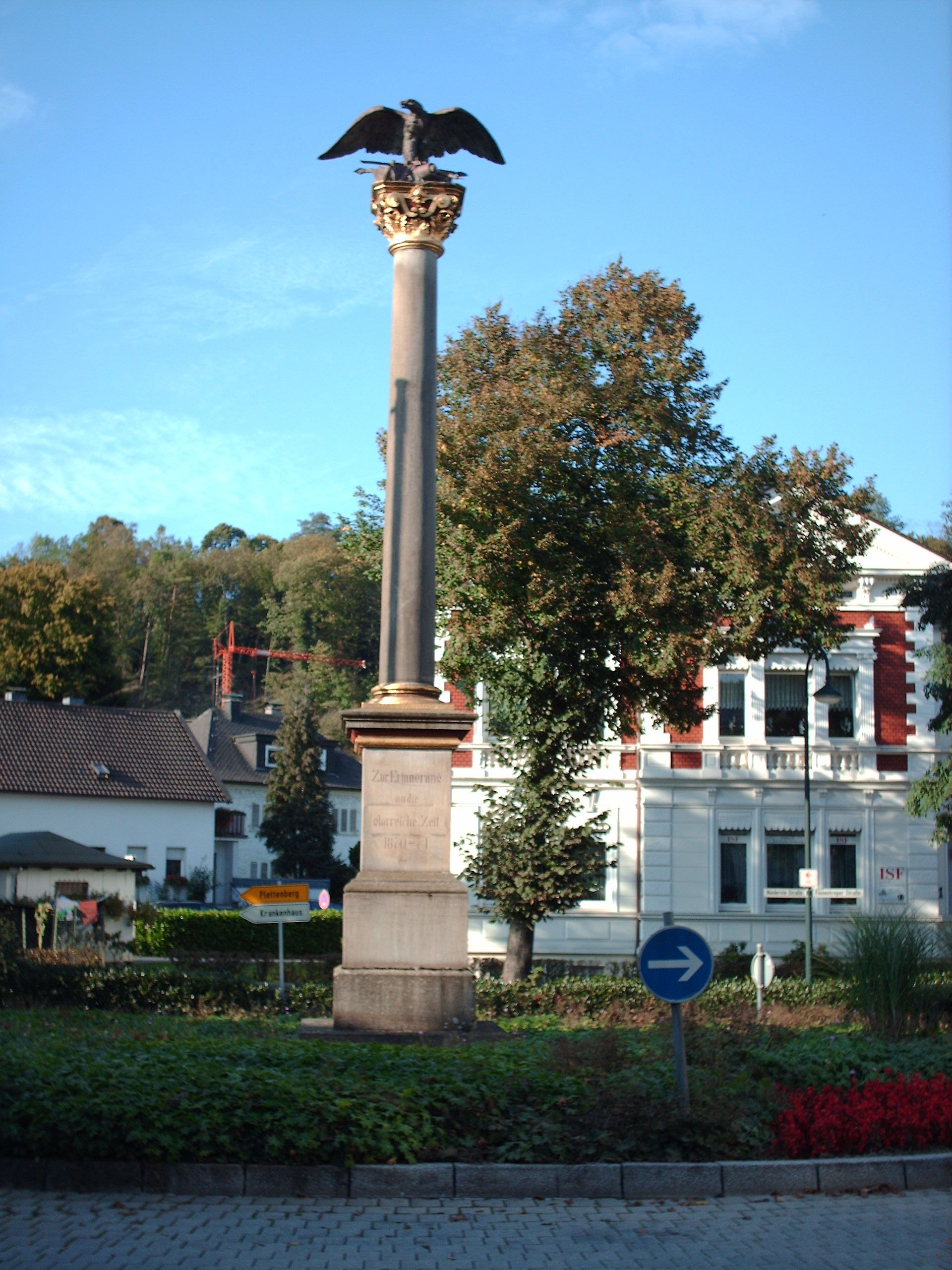
Attendorn

Attendorn este un oraș din districtul Olpe, în Renania de Nord-Westfalia, Germania.